# 9899 Greaves
9899 Greaves eller 1996 EH är en asteroid i huvudbältet som upptäcktes den 12 mars 1996 av den australiensiske astronomen Robert H. McNaught vid Siding Spring-observatoriet. Den är uppkallad efter den brittiske astronomen William Michael Herbert Greaves.
Asteroiden har en diameter på ungefär 5 kilometer.